# 普拉特學院

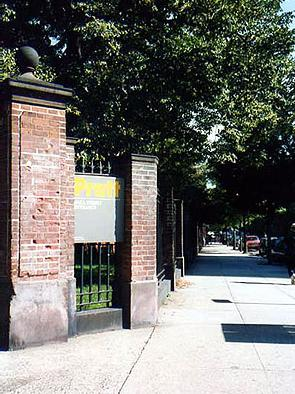
普拉特藝術學院Dekalb Ave入口

普拉特學院（Pratt Institute），成立於1887年，是美國紐約市的藝術學校。主校區有25英畝，位於布魯克林區。此外在曼哈頓下城區也有曼哈頓校區。

## 知名校友
- 勞勃·瑞福
- 羅伯·威爾森
- 鄧成連（設計師）
- 賴純純
- 薛保瑕
- 戴嘉明 （页面存档备份，存于）
- 張漢寧

## 外部連結
- 普瑞特藝術學院網站 （页面存档备份，存于）
- 普瑞特畢業學生的作品網站 （页面存档备份，存于）
- 普瑞特台灣學生網路同學會網站 （页面存档备份，存于）